# جامعة كنتاكي الغربية
جامعة كنتاكي الغربية (الإنجليزية:Western Kentucky University) هي جامعة عامة في بولينج جرين، كنتاكي. تأسست من قبل كومنولث كنتاكي في عام 1906، على الرغم من أن جذورها تعود قبل ربع قرن من الزمان. وهي تدير حرم جامعي إقليمي في غلاسكو وإليزابيثتاون - فورت نوكس وأوينسبورو.
يقع الحرم الجامعي الرئيسي، الذي يخضع للتوسع والتجديد منذ التسعينيات، على قمة تل يطل على وادي نهر بارين.

## التاريخ
تعود جذور جامعة كنتاكي الغربية إلى عام 1876 مع تأسيس أو ميل لمدرسة مدرسة غلاسكو العادية وكلية إدارة الأعمال المملوكة للقطاع الخاص في غلاسكو، كنتاكي. انتقل هذا إلى بولينج جرين في عام 1884 وأصبحت المدرسة الجنوبية العادية وكلية الأعمال .  في عام 1890، افتتحت كلية بوتر كلية نسائية خاصة من قبل بليزانت جيه بوتر.  في عام 1906، باع هنري هاردين شيري المدرسة الجنوبية العادية وأصبح رئيسًا لمدرسة ولاية كنتاكي الغربية العادية،  والتي تم إنشاؤها مؤخرًا بموجب قانون صادر عن الجمعية العامة لولاية كنتاكي. أصبح الجسم الطلابي الجنوبي ومبناه المدرسة الجديدة، حيث بدأت الصفوف في 22 يناير 1907. في عام 1909 أغلقت كلية بوتر واشترى الغربيون مباني وممتلكات المدرسة.  في عام 1911، تم نقل ويسترن إلى موقعه الحالي على الممتلكات التي كانت كلية بوتر.
في عام 1922، تم تفويض المدرسة من قبل الدولة لمنح درجات لمدة أربع سنوات وأعيدت تسميتها «مدرسة ولاية كنتاكي الغربية العادية وكلية المعلمين». مُنحت الدرجات الأولى لمدة أربع سنوات في عام 1924. في عام 1927، اندمجت المدرسة مع كلية أوجدن، التي احتلت حرمًا جامعيًا مجاورًا. تم تغيير الاسم مرة أخرى في عام 1930 إلى «كلية المعلمين بولاية كنتاكي الغربية». تم التصريح للمدرسة بمنح درجة الماجستير في الآداب عام 1931تم تغيير اسم آخر في عام 1948، عندما أصبحت المدرسة ببساطة «كلية ولاية كنتاكي الغربية».
اندمجت WKSC مع كلية بولينج جرين للتجارة ، والتي كانت في السابق جامعة
بولينج جرين بيزنس، في عام 1963. كانت جامعة بولينج جرين بيزنس في الأصل جزءًا من مدرسة المدرسة الجنوبية العادية وتم بيعها من قبل هنري هاردين شيريعندما تم نقل مدرسة المدرسة الجنوبية العادية إلى الولاية. تغير هيكل المؤسسة في هذا الوقت، حيث انقسمت إلى كليات منفصلة. حافظت كلية بولينج جرين للتجارة على هويتها بهذه الطريقة. أصبحت كلية الدراسات العليا أيضًا كلية مكونة. في عام 1965، تم إنشاء ثلاث كليات إضافية. في عام 1966، أصبحت كلية ولاية كنتاكي الغربية جامعة كنتاكي الغربية .
لسنوات عديدة، اشتهرت الكلية باسم «الغربية»، كما يتضح من أغنيتها القتالية "Stand Up and Cheer". ومع ذلك، فضل المسؤولون في السنوات الأخيرة تسميتها «جامعة كنتاكي الغربية».
في 1 يوليو 2017، أصبح تيموثي سي كابوني الرئيس العاشر للجامعة.

## أكاديميون

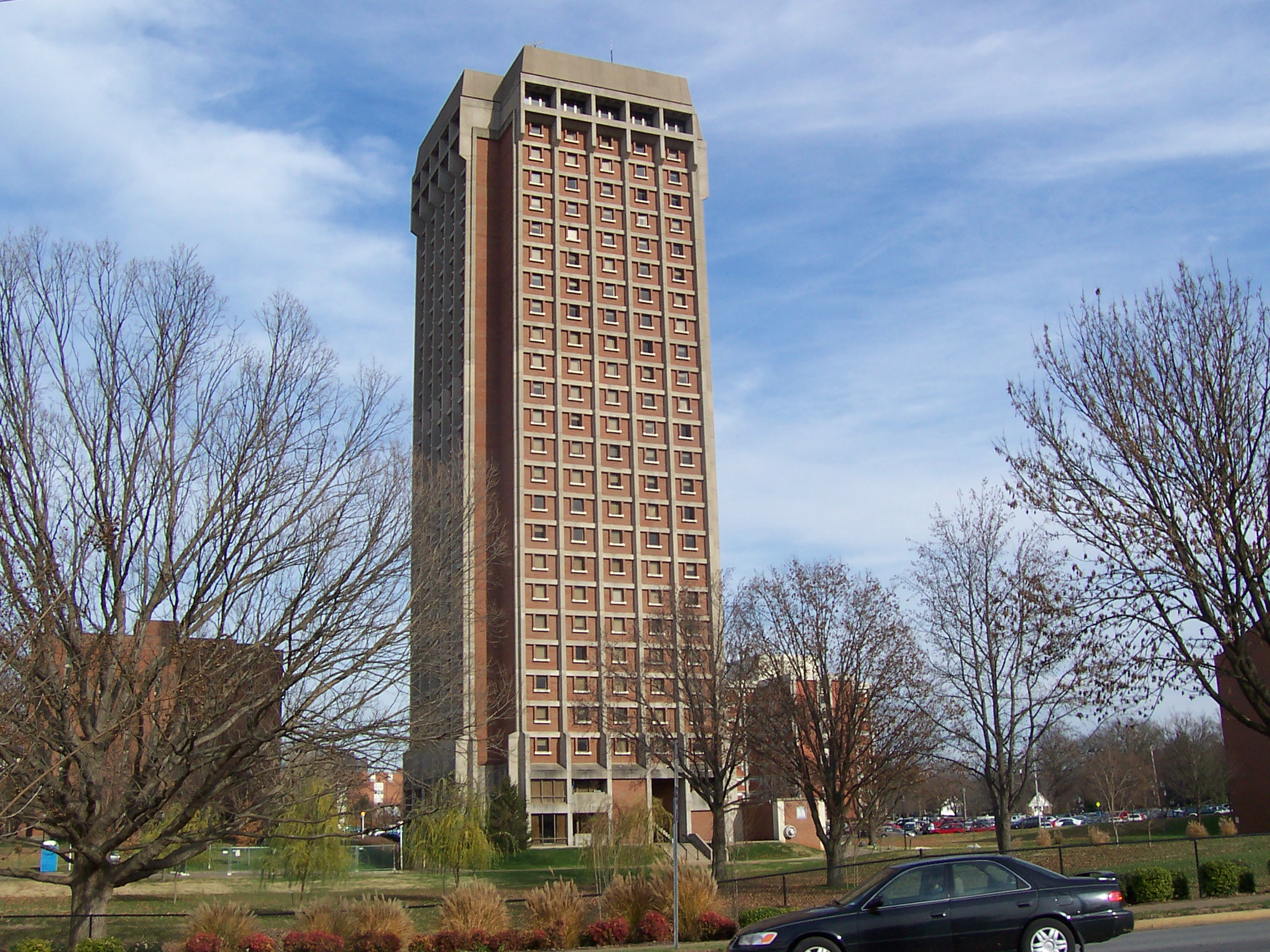
برج بيرس فورد ، أكبر عنبر للنوم في جامعة كنتاكي الغربية وثاني أكبر سكن في الولايات المتحدة

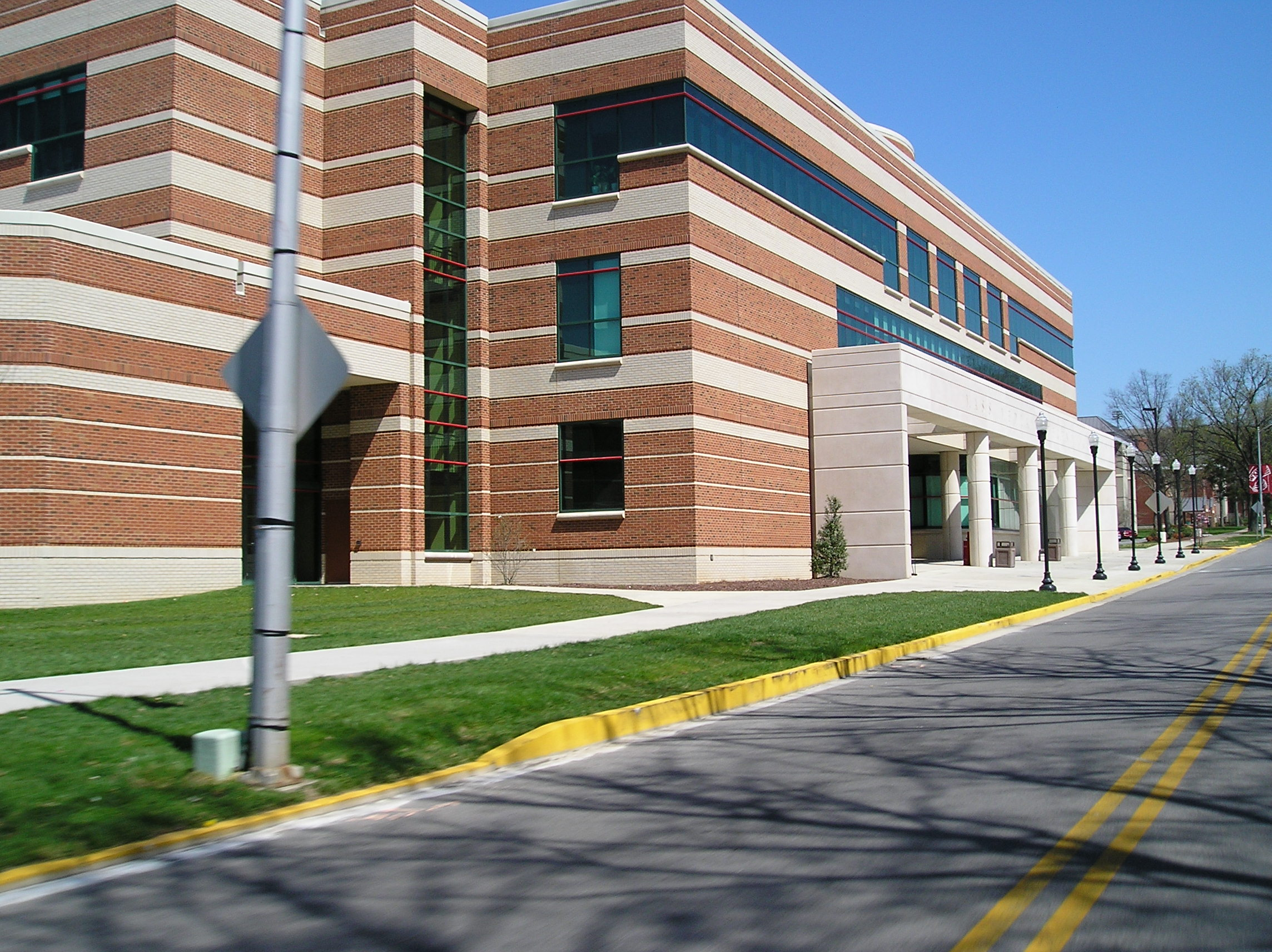
جودي ريتشاردز هول (سميت على اسم المتحدثين الأطول خدمة في مجلس النواب في كنتاكي ، والذي قام بتدريس الصحافة في جامعة كنتاكي الغربية) ، موطن كلية الصحافة والإذاعة التابعة لـ جامعة كنتاكي الغربية، وهو برنامج بارز على الصعيد الوطني يتم تصنيفه بشكل روتيني بين أفضل كليات الصحافة الجامعية في البلاد.

تنقسم جامعة كنتاكي الغربية إلى الكليات الأكاديمية التالية:
- كلية التربية والعلوم السلوكية
- كلية جوردون فورد للأعمال
- كلية أوجدن للعلوم والهندسة
- كلية بوتر للفنون والآداب
- كلية الصحة والخدمات الإنسانية

يتم تقديم مجموعة أكاديمية من ثمانين تخصصًا وسبعين تخصصًا فرعيًا، نحو الدرجات التالية:
- بكالوريوس الهندسة
- بكالوريوس في الآداب
- بكالوريوس في الفنون الجميلة
- بكالوريوس في الدراسات متعددة التخصصات
- بكالوريوس العلوم
- بكالوريوس العلوم في التمريض
- بكالوريوس موسيقى
- بكالوريوس في العمل الاجتماعي

تقدم جامعة كنتاكي الغربية أيضًا خمسة عشر برنامجًا لدرجة الزمالة وخمسة برامج شهادات.
كلية الدراسات العليا هي الآن مكتب الدراسات العليا والبحث، والذي يقدم:
- ماجستير في المحاسبة
- أستاذ في الفنون
- ماجستير الآداب في التربية
- ماجستير في إدارة الأعمال
- درجة الماجستير في العلوم
- ماجستير العلوم في التمريض
- ماجستير في العمل الاجتماعي
- ماجستير في الإدارة العامة
- ماجستير في إدارة الصحة
- ماجستير في الصحة العامة
- دكتوراه في التربية والتعليم
- دكتوراه في التمريض
- دكتور في العلاج الطبيعي

اعتبارًا من 2007, حصل سبعة وعشرون خريجًا من برامج جامعة كنتاكي الغربية للصور والصحافة المطبوعة على ثلاثة عشر جائزة بوليتزر، بما في ذلك أحد عشر خريجًا معترفًا بتغطيتهم لتحطم حافلة كارولتون. تنشر المدرسة جريدة مرتين في الأسبوع.

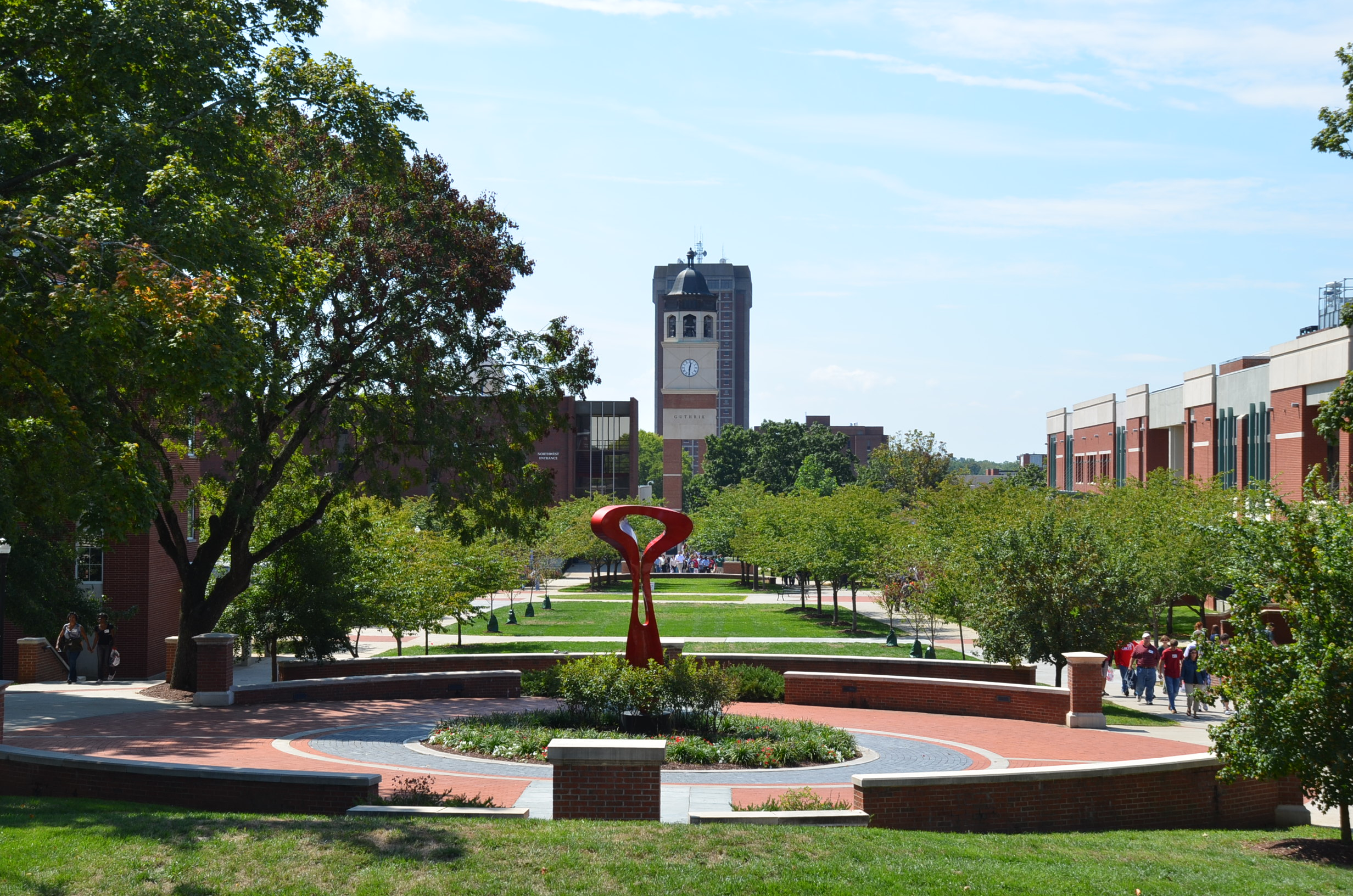
منظر من منتصف الحرم الجامعي

جامعة كنتاكي الغربية هي موطن لبرنامج درجة الماجستير في الفولكلور. إنها فريدة من نوعها بين برامج الفولكلور الأمريكية لبرنامج الفولكلور العام وهي واحدة من المدارس القليلة في كنتاكي التي تركز على الحفاظ على التاريخ.
تم تقديم برنامج الدكتوراه في القيادة التربوية في جامعة كنتاكي الغربية منذ عام 2009.
يقع الحرم الجامعي الإقليمي لـ جامعة كنتاكي الغربية في غلاسكو وإليزابيثتاون - فورت نوكس وأوينسبورو.

### كلية ماهورين الفخرية
أصبحت كلية كنتاكي الغربية الفخرية أول كلية مع مرتبة الشرف في كومنولث كنتاكي في 1 يوليو 2007. تخدم كلية الشرف أكثر من 1300 من طلاب مرتبة الشرف النشطين مع تصنيف سات للطلبة الجدد لعام 2016 من بين أفضل 6٪ في الدولة.

### مركز دراسات الموهوبين
يجري مركز جامعة كنتاكي الغربية لدراسات الموهوبين أبحاثًا ويوفر فرصًا للطلاب الموهوبين والمتفوقين والمعلمين وأولياء الأمور. تأسست عام 1981، وكانت أولى فعالياتها عبارة عن ورش عمل لمحترفي التعليم الموهوبين. دخلت في شراكة مع برنامج
جامعة ديوك، وبدأت في تقديم المعسكرات الصيفية الأكاديمية: بدءًا من عام 1983، المخيم الصيفي لطلاب المدارس المتوسطة الموهوبين أكاديميًا للطلاب الذين أنهوا الصفوف من 6 إلى 8، وبدءًا من عام 1984، البرنامج الصيفي لللفظية والشباب المبكر رياضيا للطلاب الذين أنهوا الصفوف 7-10. في عام 2011 أصبح المركز المقر الرئيسي للمجلس العالمي للأطفال الموهوبين والموهوبين.

### أكاديمية كارول مارتن جاتون للرياضيات والعلوم في كنتاكي
افتتحت أكاديمية كارول مارتن جاتون للرياضيات والعلوم في كنتاكي في خريف عام 2007. ويستند المشروع إلى أكاديمية تكساس للرياضيات والعلوم التابعة لجامعة شمال تكساس. تقبل المدرسة ما يقرب من 100 طالب وطالبة في المدرسة الثانوية كل عام. بصفته مبتدئًا واردًا، يمكن للطلاب كسب 60 ساعة معتمدة جامعية على الأقل خلال فترة وجودهم في المدرسة. حصلت أكاديمية جاتون على لقب «أفضل مدرسة ثانوية في أمريكا» من مجلة نيوزويك في 2012  و2013. تم تجديد المبنى، الذي تم تصميمه في الأصل عام 1929، وتوسيعه بواسطة روس تارانت المعماريين  لتحويله إلى أكاديمية جاتون.

## ألالعاب الرياضية
تُعرف الفرق الرياضية للرجال باسم هيلتوبرز والفرق النسائية باسم
سيدة القبعات العالية. تُعرف التميمة الخاصة بهم باسم بيج ريد. أصبحت التميمة واحدة من أكثر الشخصيات شعبية في الرياضات الجماعية، حتى أنها ظهرت في سلسلة من عروض اسبان الترويجية. كان جامعة كنتاكي الغربية عضوًا في مؤتمر صن بيبلر من 1982 إلى 2014. من عام 1948 إلى عام 1982، كان عضوا في مؤتمر وادي أوهايو. في 1 يوليو 2014، انتقل جميع لاعبي جامعة كنتاكي الغربية إلى مؤتمر الولايات المتحدة الأمريكية (C-USA).
كان فريق جامعة كنتاكي الغربية للسباحة، قبل تعليقه بعد موسم 2014-15، يحتل المرتبة الأولى في المراكز الخمسة الأولى في التصنيف الوطني المتوسط. في عام 2006، لم يهزم رجالهم في لقاءات مزدوجة وكانوا أبطال مؤتمر صن بيلت. فازت السيدات بخمس بطولات متتالية من 2001 إلى 2005. في عام 2005، بعد 37 عامًا كمدرب رئيسي، أصبح المدرب بيل باول مساعدًا للمدرب، ويحمل رقماً قياسياً لكونه ثاني أفضل مدرب في السباحة للرجال في تاريخ اللقاء المزدوج للرابطة الوطنية لرياضة الجامعات.
في يناير 2015، أخبر السباح السابق كولين كريج الشرطة أنه تعرض للاعتداء وأجبر على شرب الكحول، على الرغم من أنه في ذلك الوقت كان صغيرًا جدًا على شراء أو شرب الكحول. كما أبلغ عن حوادث المعاكسات في منزل بالقرب من الحرم الجامعي. كشف تحقيق أجرته الشرطة ومسؤولو المدرسة عن العديد من حوادث تعاطي المخدرات والمعاكسات الجنسية التي يعود تاريخها إلى 2012 على الأقل. كان خليفة باول، بروس مارشيوندا، على علم بهذا السلوك ولم يفعل شيئًا لمنعه، على الرغم من أنه انتهك سياسات الجامعة بشأن المعاكسات والتحرش الجنسي وسوء السلوك الجنسي. تم اتهام أحد السباحين بحيازة الماريجوانا. في 14 أبريل، أعلن مسؤولو جامعة كنتاكي الغربية تعليق برنامج السباحة والغطس لمدة خمس سنوات بسبب ما وصفه رئيس المدرسة السابق غاري رانسديل ببيئة «منتشرة» و «لا تطاق». كانت عودة البرنامج بعد التعليق موضع شك كبير بعد أن ألغى مسؤولو جامعة كنتاكي الغربية جميع التمويلات لبرنامج السباحة والغطس في 2018 كجزء من تخفيضات أكبر في الميزانية لقسم الرياضة. وفقًا لـ بولينج جرين ديلي نيوز، من المحتمل ألا يعود البرنامج في عام 2020 بدون تبرعات خارجية «كبيرة».
حقق فريق البيسبول بعض النجاح، حيث فاز ببطولة صن بيلت في عام 2009. في أبريل 2010، هزم فريق البيسبول جامعة كنتاكي الغربية جامعة كنتاكي 24-8 في مباراة في بولينج جرين بولبارك. كان الحشد الذي بلغ 6183 شخصًا هو أكبر حشد يحضر على الإطلاق لعبة البيسبول الجامعية في كومنولث كنتاكي.

### كرة سلة

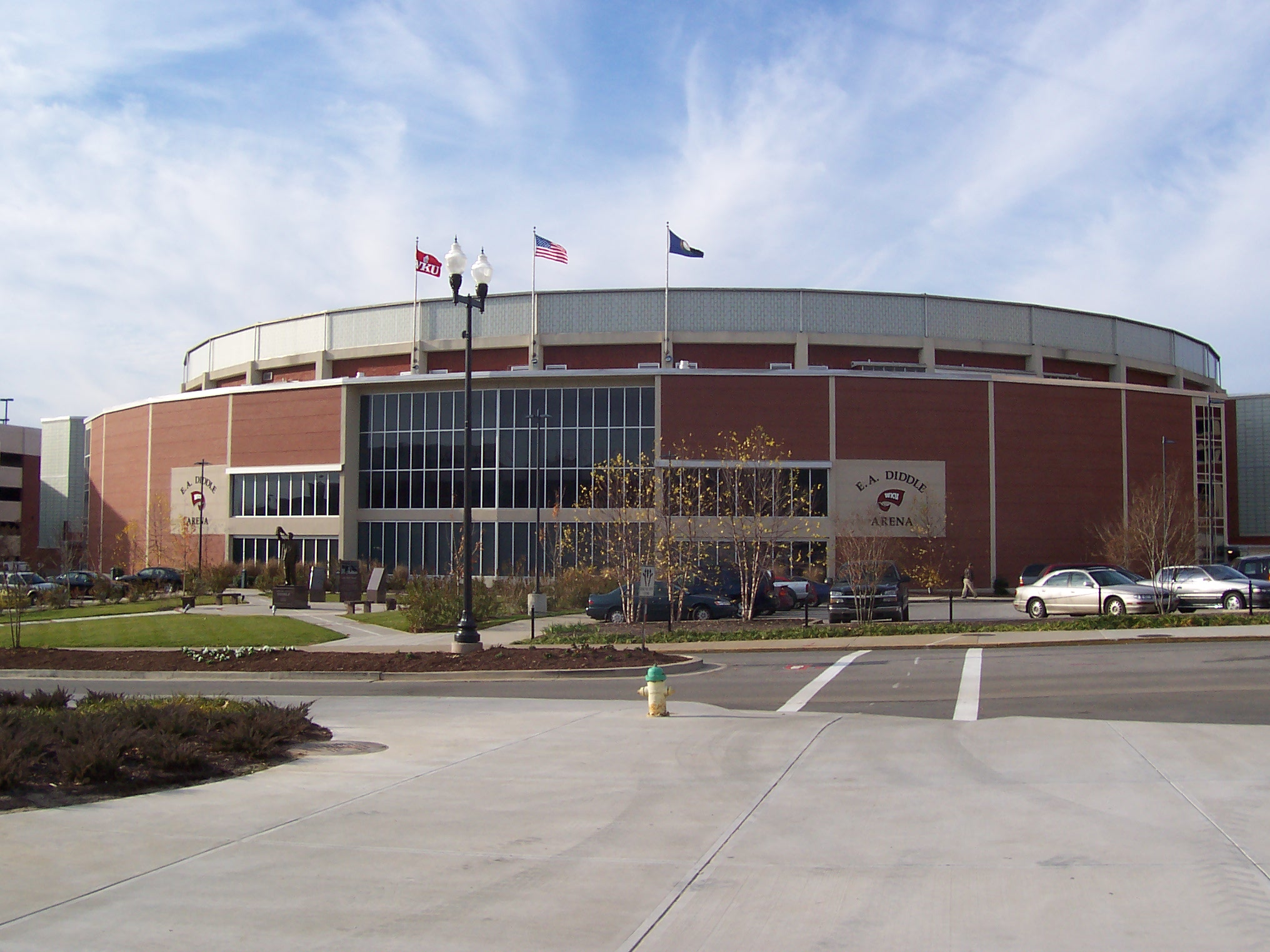
ديدل ارينا، موطن فرق كرة السلة للرجال والسيدات في جامعة كنتاكي الغربية

حصل برنامج كرة السلة للرجال على المركز الرابع عشر في أكبر عدد من الانتصارات في تاريخ الرابطة الوطنية لرياضة الجامعات.

## المنظمات اليونانية
في عام 1965، سمح مجلس حكام جامعة غرب كنتاكي للأخويات والجمعيات النسائية الوطنية بتشكيل فصول محلية. يوجد حاليًا 33 منظمة نشطة تضم ما يقرب من 1500 عضو سنويًا.

## وسائل الإعلام والمنشورات

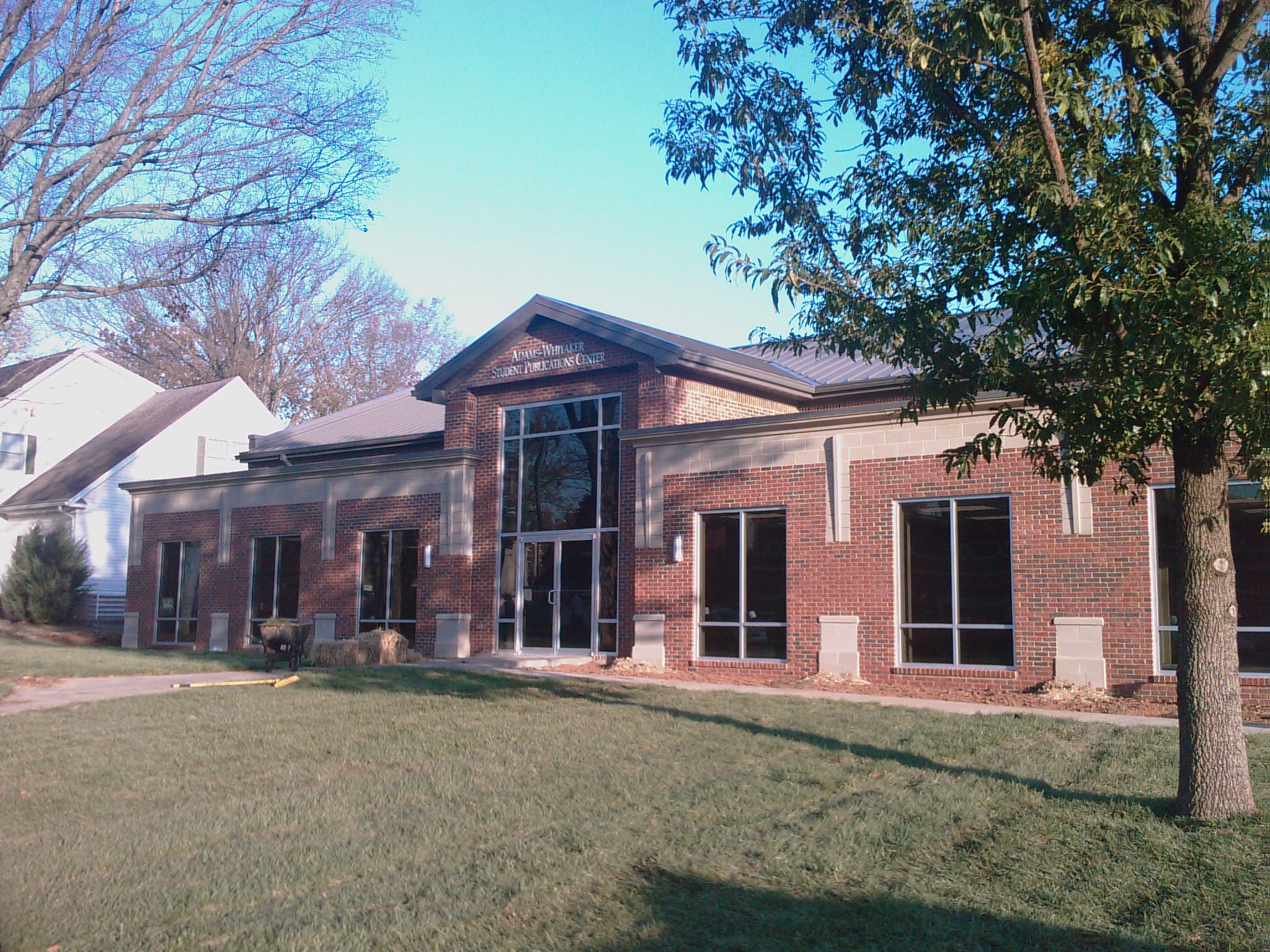
مركز منشورات الطلاب آدامز ويتاكر ، موطن كوليدج هايتس هيرالد ، تاليسمان و WKUHerald.com.

- كوليدج هايتس هيرالد، صحيفة جامعة كنتاكي الغربية التي يديرها الطلاب منذ عام 1924
- تاليسمان، [28] الكتاب السنوي جامعة كنتاكي الغربية
- رايو اوفر ران، مجلة جامعة كنتاكي الغربية على الإنترنت للثقافة المستقلة
- جامعة كنتاكي الغربية سبورت، مجلة خريجي جامعة كنتاكي الغربية، تُنشر ثلاث مرات كل عام
- جامعة كنتاكي الغربية قناة اخبار 12 - نشرة إخبارية تلفزيونية يديرها الطلاب. على قناة الكابل 12 بالحرم الجامعي يومي الثلاثاء والأربعاء. إعادة البث على WKYU التابع لـ PBS في نهاية يوم البث.
- اكسترا بوينت - بث رياضي تلفزيوني يديره الطلاب. يُذاع هذا العرض الذي تبلغ مدته 30 دقيقة على القناة 12 في الحرم الجامعي في أيام الخميس عندما تكون المدرسة في جلسة. البث المباشر في الساعة 6 ويعاد بثه في نهاية يوم البث WKYU.

انتقلت منشورات الطلاب جامعة كنتاكي الغربية (هيرالد وتاليسمان) إلى منشأة جديدة على أحدث طراز، وهي مركز منشورات الطلاب آدامز ويتاكر، في ديسمبر 2007. تم بناء المجمع الذي تبلغ قيمته 1.6 مليون دولار من خلال شراكة بين الخريجين الذين جمعوا أكثر من مليون دولار والجامعة. تبلغ 6,500 قدم مربع (600 م2) المبنى، عبر نورمال درايف من كلية الصحافة والإذاعة، اسمه لروبرت آدامز والراحل ديفيد ب. ويتاكر.

## اتفاقية مع جامعة اكوريري
في عام 2015، وقعت جامعة ويسترن كنتاكي وجامعة أكوريري وشبكة التعاون الأيسلندية في القطب الشمالي اتفاقية أكاديمية وبحثية تعزز مشروع التعاون في مجال تغير المناخ في شمال الأطلسي.
يركز مشروع NAC3 على التبادل الأكاديمي، وتطوير الدورات، والبحث التعاوني في مجالات تغير المناخ، ومحو الأمية المناخية، والصحة والعافية، وديناميات المحيطات، والاستدامة، والتعليم العام غير الرسمي، والتنمية الاقتصادية، وتبادل التكنولوجيا، والموارد المائية، من بين أمور أخرى.

## فهرس
- Ellis، William E. (2011). A History of Education in Kentucky. Lexington, Kentucky: University Press of Kentucky. ISBN:978-0-8131-4023-0. مؤرشف من الأصل في 2023-08-15.

## روابط خارجية
- الموقع الرسمي